# Udo von Tresckow
Udo von Tresckow (7 tháng 4 năm 1808 tại Jerichow ở Magdeburg – 20 tháng 1 năm 1885 tại Stünzhain ở Altenburg) là một Thượng tướng Bộ binh của Phổ, đã tham chiến trong cuộc Chiến tranh Áo-Phổ năm 1866 và cuộc Chiến tranh Pháp-Đức (1870 – 1871).

## Tiểu sử

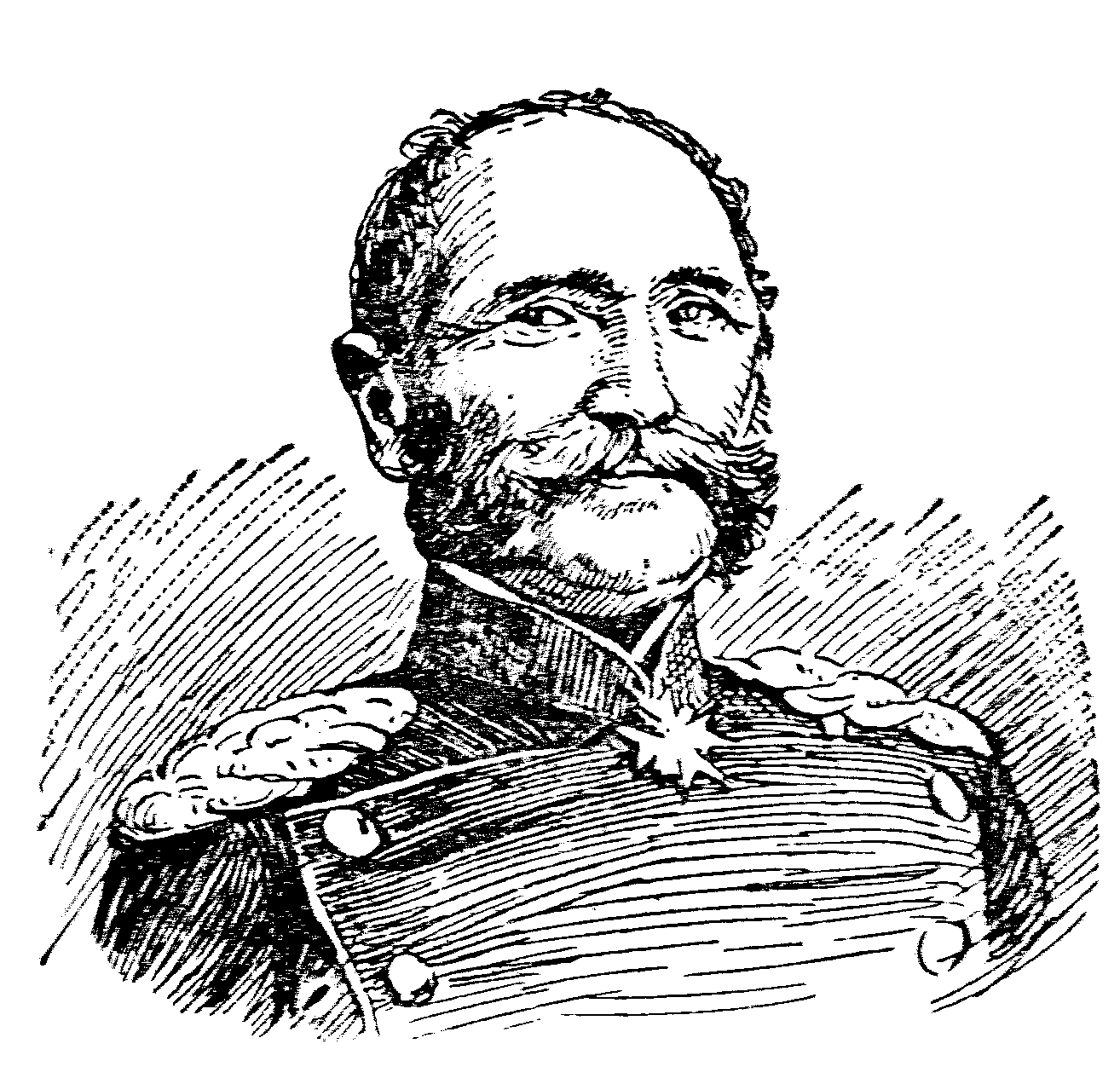
Tướng Udo von Tresckow II.

Ông đã khởi đầu sự nghiệp quân sự của mình vào năm 1824, khi ông nhập ngũ trong Tiểu đoàn Jäger (Jägerbataillon). Trên con đường binh nghiệp của mình, Tresckow đã chỉ huy đạo quân trợ chiến Sachsen-Altenburg từ năm 1856 cho đến năm 1864. Ông được phong cấp Đại tá và Tư lệnh của Trung đoàn số 53, tham chiến trong Chiến dịch Main của cuộc Chiến tranh Áo-Phổ năm 1866 và được bổ nhiệm làm Tư lệnh của Lữ đoàn Bộ binh Cận vệ tổng hợp vào ngày 3 tháng 7. Ông đã tham gia các trận đánh tại Dermbach, Kissingen và Aschaffenburg. Sau khi Sachsen bị chiếm đóng, tại Leipzig ông đã thành lập Sư đoàn Phổ thuộc Quân đoàn Trừ bị số 2, và, dưới quyền chỉ huy của Đại Công tước Friedrich Franz II xứ Mecklenburg-Schwerin, ông chiếm đóng Bayern.
Sau năm 1866, ông là Tư lệnh của Lữ đoàn số 33 ở Hansestadt Hamburg. Khi cuộc Chiến tranh Pháp-Đức (1870 – 1871), ông được bổ nhiệm làm Tư lệnh của Sư đoàn Dân binh số 1 (1. Landwehrdivision), và chỉ huy sư đoàn này tham gia cuộc vây hãm Straßburg. Sau đó, ông tiến hành cuộc vây hãm pháo đài Belfort nhưng quân đồn trú Pháp ở đây cầm cự được cho đến khi đầu hàng trong danh dự sau khi hiệp định đình chiến được ký kết giữa Đức và Pháp. Vào tháng 1 năm 1871, ông được lên quân hàm Trung tướng và sau khi hòa bình được lập lại ông được bổ nhiệm làm Tư lệnh của Sư đoàn số 2. Vào ngày 17 tháng 2 năm 1871, ông được phong tặng Huân chương Quân công.
Tresckow giải ngũ vào năm 1875 và từ trần vào ngày 20 tháng 1 năm 1885 ở Stünzhain tại Altenburg. Tại quận Generalsviertel ở Hamburg-Hoheluft có một con đường mang tên ông (tiếng Đức: Tresckowstraße).